# Fosses
Fosses egy község Franciaországban. Lakosainak száma 10 249 fő (2022. január 1.).

## Földrajza
Fosses La Chapelle-en-Serval, Bellefontaine, Luzarches, Marly-la-Ville, Saint-Witz és Survilliers községekkel határos.

## Testvértelepülések
- Szerkesztő:Görögturizmus/Széresz